# STS–74
Az STS–74 jelű küldetés az amerikai űrrepülőgép-program 73., a Atlantis űrrepülőgép 15. repülése.

## Küldetés
Az első alkalom, hogy az űrállomáson az Európai Űrügynökség, Kanada, Oroszország és az USA képviseltette magát, bizonyítva a nemzetek tudományos együttműködését.

## Jellemzői
A beépített kanadai Canadarm (RMS) manipulátorkar 50 méter kinyúlást biztosított a műszaki szolgálat teljesítéséhez (műholdak indítása/elfogása, külső munkák: szerelés, hővédőpajzs ellenőrzése).

#### Első nap
Eredetileg 1995. november 11-én indult volna, de hasonlóan az STS–61–C indításánál, az időjárás közbeszólt. November 12-én a szilárd hajtóanyagú gyorsítórakéták, Solid Rocket Booster (SRB) segítségével Floridából, a Cape Canaveral (KSC) Kennedy Űrközpontból, a LC39–A (LC–Launch Complex) jelű indítóállványról emelkedett a magasba. Az orbitális pályája 92,4 perces, 51,6 fokos hajlásszögű, elliptikus pálya-perigeuma 391 kilométer, apogeuma 396 kilométer volt. Felszállótömeg indításkor 112 358 kilogramm, leszállótömeg 92 701 kilogramm. Szállított hasznos teher 6134 kilogramm.
Az amerikai/orosz Shuttle–Mir program keretében a 4. küldetés, a 2. dokkolás a Mir űrállomáshoz. Jerry Ross és Bill McArthur felkészült egy űrsétára, a dokkolás szükségszerű segítésére. A manipulátorkar segítségével Chris Hadfield illesztette a dokkoló egységet. Az űrrepülőgép a Krisztall anyagtudományi modulhoz csatlakoztatott a magával vitt orosz gyártmányú dokkoló modullal (DM). A vegyes nemzetiségű legénység (orosz, kanadai, amerikai) különböző kellékeket, műszereket, életfenntartó anyagokat (élelmiszer, víz) pakolt át a Mir űrállomásra. Összehajtott állapotban szállítottak két napelemtáblát (egy oroszt és egy közös fejlesztésűt). Szolgálati idejük alatt több javítást (műszercsere, akkumulátortisztítás), karbantartást végeztek. Több orvosbiológiai és mikrogravitációs tudományos kísérletet, anyagelőállítást végeztek. A szétválást követően az űrrepülőgép körbejárta a Mir űrállomást, dokumentumfilmben rögzítette a látottakat.

## Hasznos teher
1. Photogrammetric Appendage Structural Dynamics Experiment (PASDE) – a földi termoszféra, ionoszféra és mezoszféra vizsgálatát végezte
2. Shuttle/MIR Alignment Stability Experiment – navigációs adatgyűjtés a dokkolt fázisban
3. IMAX Cargo Bay Camera (ICBC) – dokumentálás céljából minden eseményt űrminősítésű kamerákkal filmre vettek
4. Shuttle Amateur Radio Experiment (SAREX-II) – rádióamatőr kapcsolat végzése több iskolával, amatőr rádióssal

### Dokkoló modul
Orosz gyártmányú egység. Feladata elősegíteni a Shuttle–Mir program keretében az amerikai űrrepülőgép csatlakozását (dokkolás) a Mir űrállomáshoz. A Chris Hadfield által irányított robotkar segítségével csatlakoztatták a Krisztall modulhoz. A művelet nagy pontosságát az űrrepülőgép fedélzeti, digitális kamerarendszere, az Orbiter Space Vision System (OSVS) segítette. A közvetített kép grafikusan is megjelent a számítógép kijelzőjén. Hossza 15,4 méter volt, mindkét végén azonos dokkoló rendszer (APDS) található. Dokkolásnál a kialakított segédelemek (reteszek, illesztések) biztosították a sima vákuumot. Súlya 4500 kilogramm. Külső felülete alumínium borítású, alatta vákuum hőszigetelő (SVTI), valamint mikrometeor-pajzs volt elhelyezve. Külső felületére volt szerelve (összecsukott állapotban) két napelemtábla: egy orosz (RSA) és egy közös fejlesztésű Cooperative Solar Array (CSA), melyeket a sikeres dokkolás után, a harmadik napon kinyitottak, hogy segítsék az űrállomás megnövekedett energiaellátását.

#### Nyolcadik nap
1995. november 20-án a Kennedy Űrközpontban (KSC), kiinduló bázisán szállt le. Összesen 8 napot, 4 órát, 31 percet töltött a világűrben. 5 500 000 kilométert repült, 128 alkalommal kerülte meg a Földet.

## Személyzet
(zárójelben a repülések száma az STS–74 küldetéssel együtt)
- Kenneth Donald Cameron (3), parancsnok
- James Donald Halsell (2), pilóta
- Chris Austin Hadfield (1), küldetésfelelős – (Kanadai Űrügynökség (CSA)
- Jerry Lynn Ross (5), küldetésfelelős
- William Surles McArthur (2), küldetésfelelős

### Visszatérő személyzet
- Kenneth Donald Cameron (3), parancsnok
- James Donald Halsell (2), pilóta
- Chris Austin Hadfield (1), küldetésfelelős (CSA)
- Jerry Lynn Ross (5), küldetésfelelős
- William Surles McArthur (2), küldetésfelelős